# Ólafur Ingi Skúlason
Ólafur Ingi Skúlson (ur. 1 kwietnia 1983 w Reykjavíku) – islandzki piłkarz,
środkowy pomocnik, od 2016 roku piłkarz Kardemir Karabüksporu.

## Kariera klubowa
Ólafur piłkarską karierę rozpoczął jako junior w stołecznym klubie, Fylkir, również w tym klubie stał się zawodowym
piłkarzem. W 2002 roku dostrzegli go skauci Arsenalu Londyn. Spędził tam trzy lata, w których nie zagrał ani razu. W trakcie pobytu w Arsenalu został wypożyczony do pierwszgo klubu Fylkiru, jednak po krótkim pobycie powrócił do
zespołu kanonierów. W 2005 przeniósł się do angielskiego Brentford FC. Spędził tam dwa sezony, po czym odszedł do
klubu z Allsvenskan, Helsingborgs IF. W tym klubie spędził trzy sezony i w styczniu 2010 roku odszedł do SønderjyskE Fodbold. W 2011 roku został zawodnikiem SV Zulte Waregem, a w 2015 - Gençlerbirliği SK. W 2016 został zawodnikiem Kardemir Karabüksporu.

## Kariera reprezentacyjna
Grał w reprezentacji do lat 17, 19 i 21. Obecnie gra już w seniorskiej reprezentacji Islandii, zadebiutował w zremisowanym 0:0 meczu z Meksykiem.